# Machete (film 1958)
Machete è un film del 1958 diretto da Kurt Neumann.
È un film drammatico statunitense ambientato a Porto Rico con Mari Blanchard, Ruth Cains e Albert Dekker.

## Produzione
Il film fu diretto, sceneggiato (con Carroll Young) e prodotto da Kurt Neumann per la United Artists e girato nel barrio di Aguirre, Porto Rico. Tra i crediti figura un ringraziamento speciale al presidente della Central Aguirre Sugar Company, Mr. Eugene Rice, per aver autorizzato le riprese.

## Distribuzione
Il film fu distribuito negli Stati Uniti nel dicembre del 1958 al cinema dalla United Artists. È stato distribuito anche in Brasile con il titolo Nas Selvas das Caraíbas.

## Promozione
Le tagline sono:
- "It hits with slashing fury!".
- "Murder and Manhunt in the Caribbean Jungle Lands!".